# Rutschstange

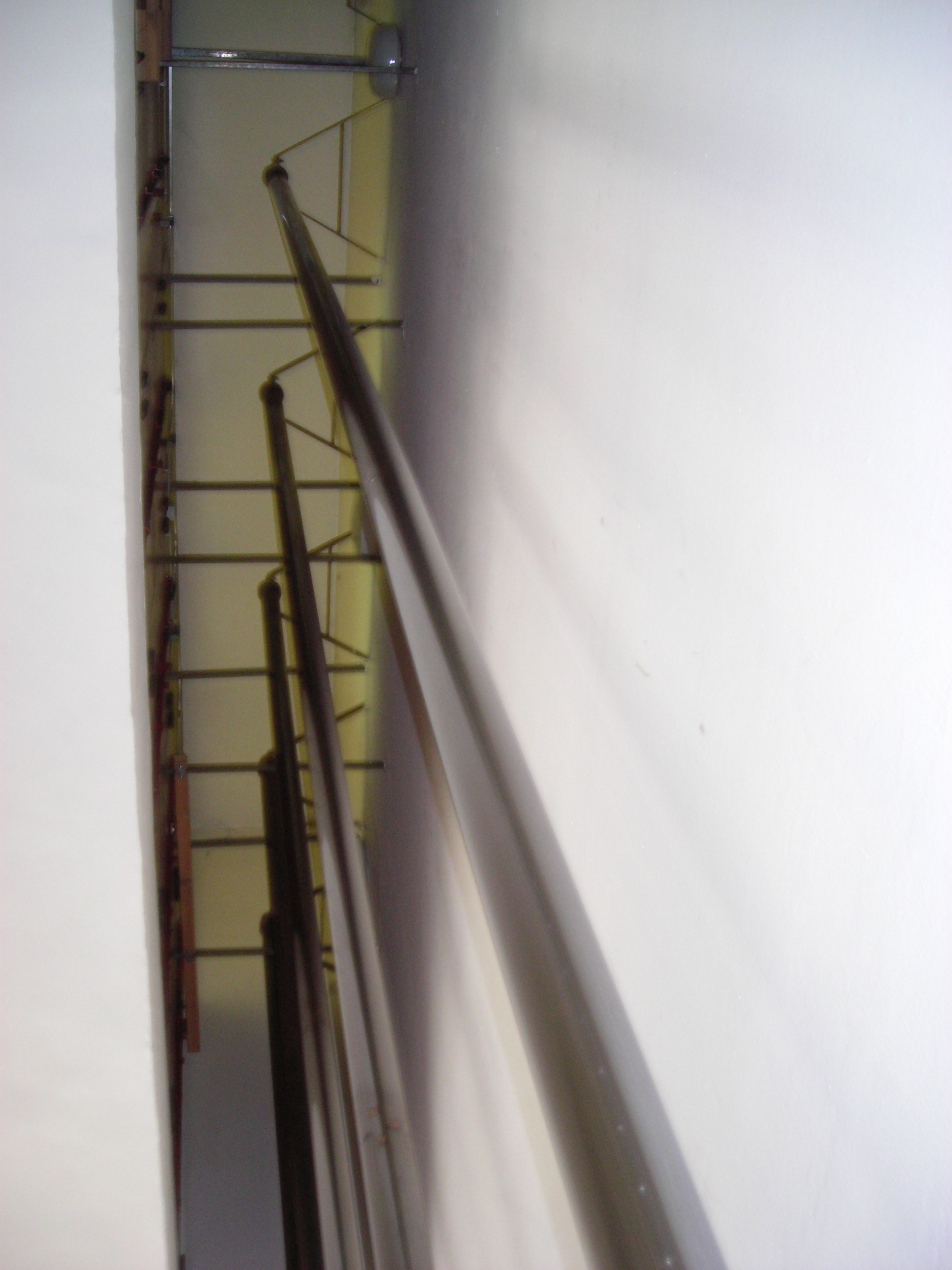
Rutschstangen bei der Berufsfeuerwehr München über 2 Stockwerke (2007)

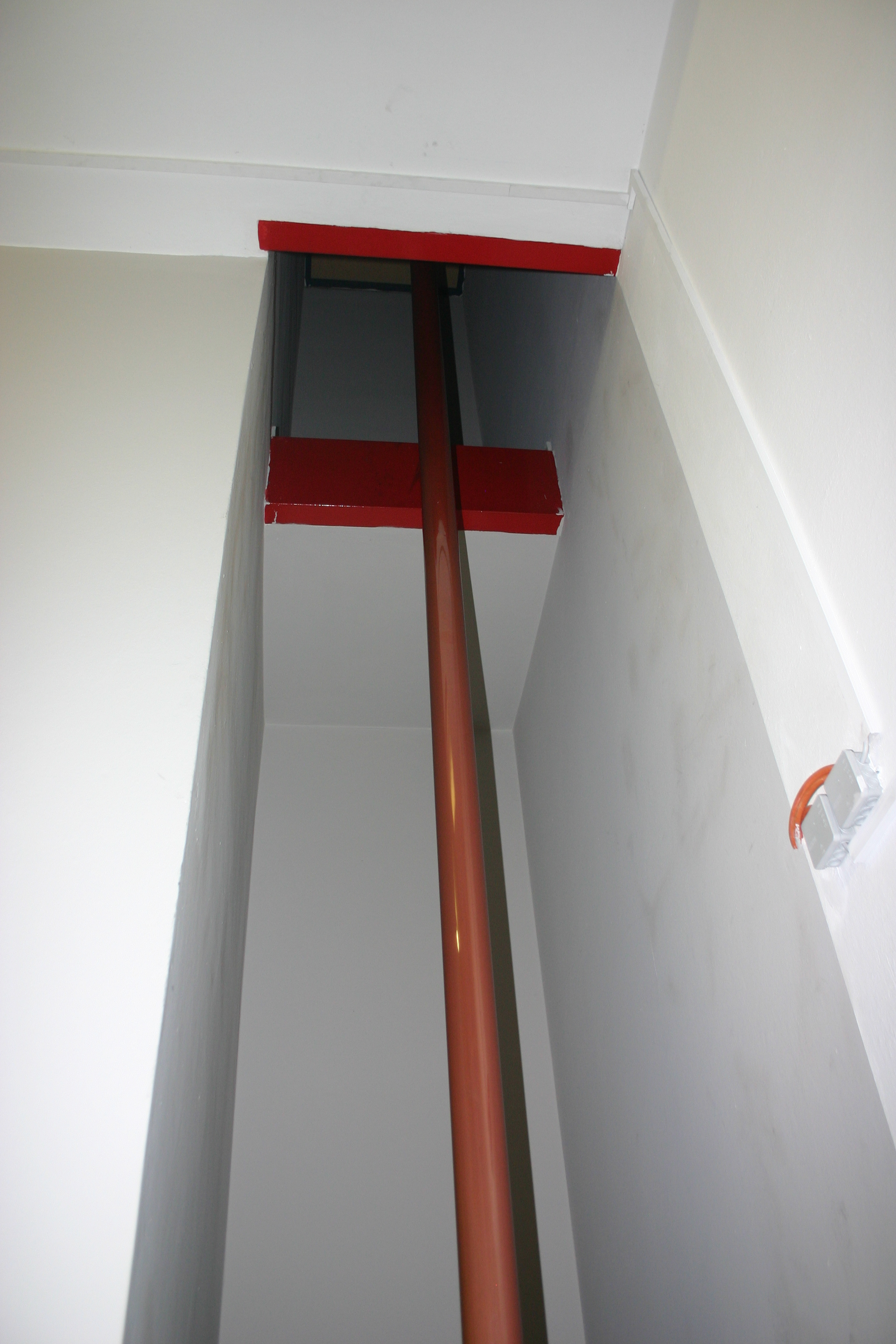
Einzelne Rutschstange im Schacht (BF Graz, Zentralwache Lendplatz) aus dem Zeitraum 1970...1991 (2013)

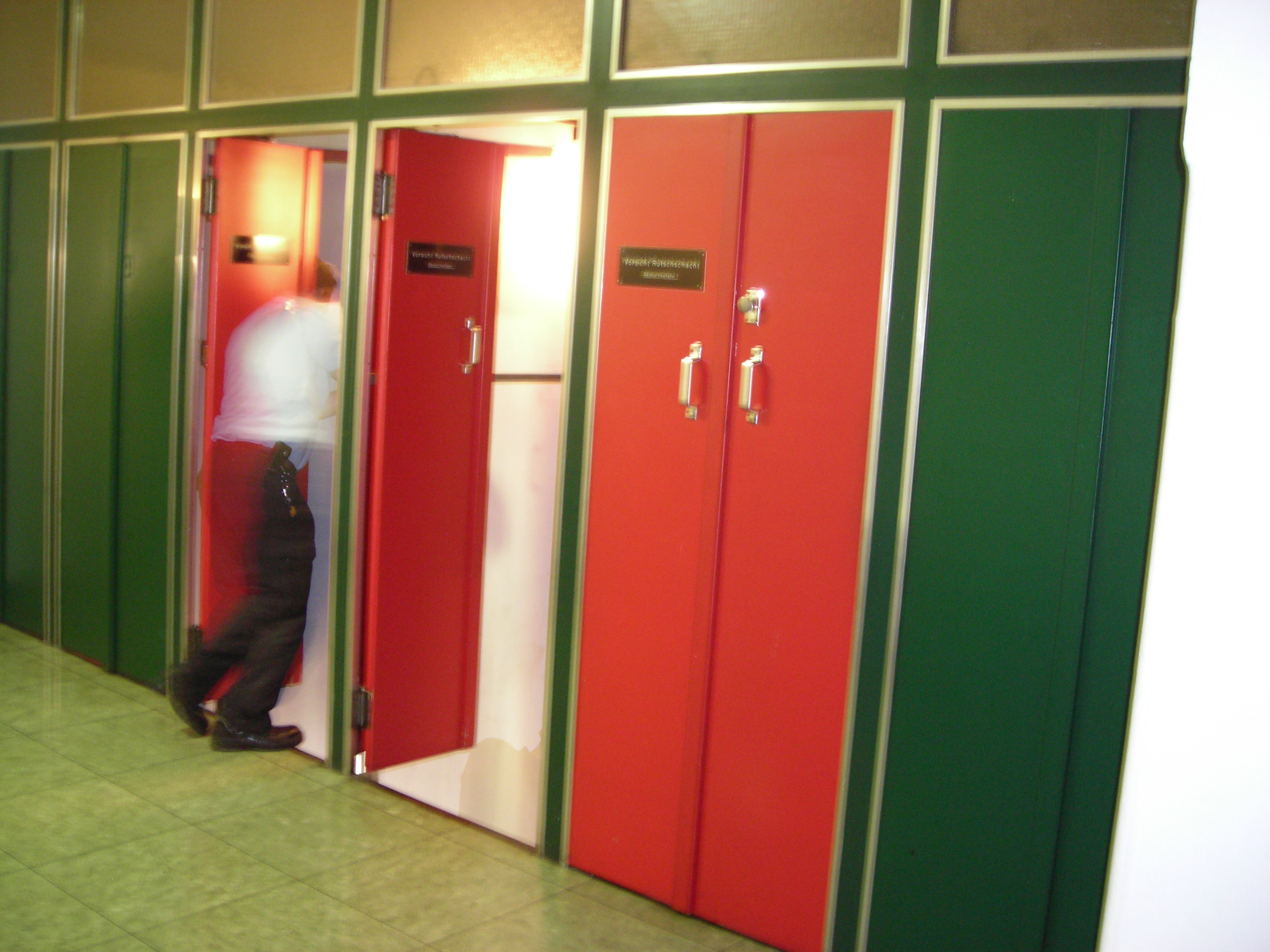
Zugänge zu Rutschschächten, München (2007)

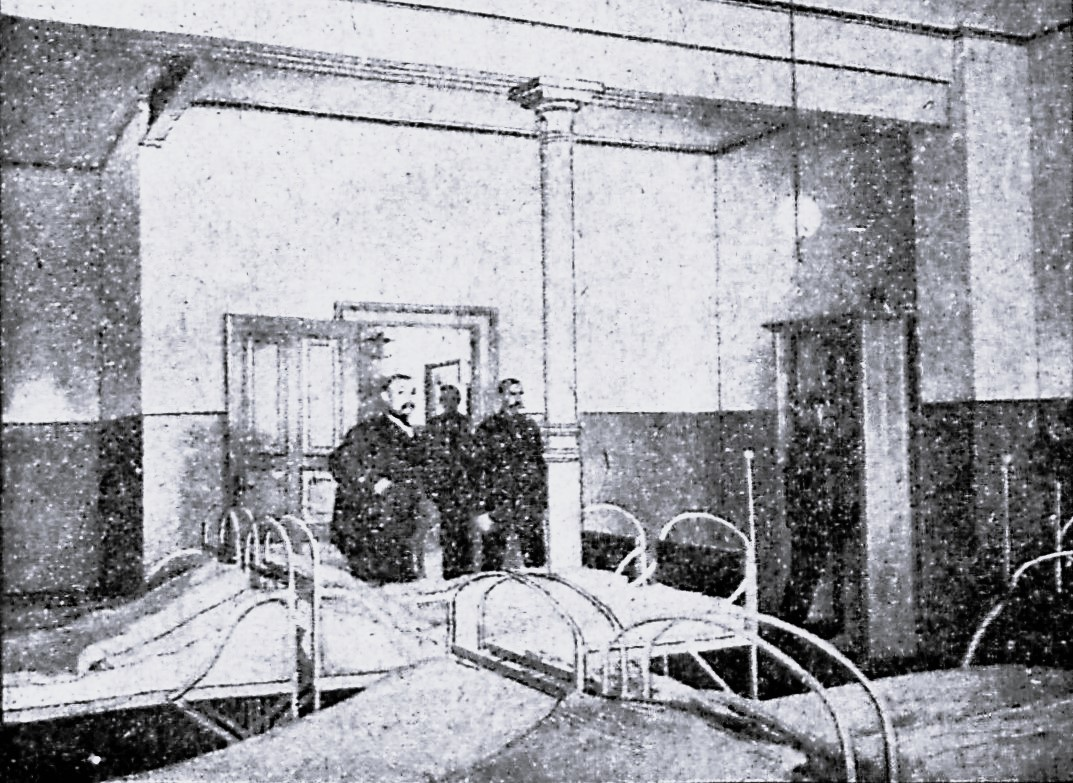
Ein Teil des Schlafsaales der St. Lorenz-Feuerwache, dahinter Tagesraum für die Mannschaft. Die Mannschaft ist alarmiert, ein Mann besteigt den Rutschstangenschacht. (Lübeck, 1902)

Eine Rutschstange wird bei der Feuerwehr in Feuerwachen eingebaut, um im Alarmfall von höher gelegenen Stockwerken schnell in das Erdgeschoss zu den Einsatzfahrzeugen zu gelangen.
Unter dem Oberbegriff Sprungschachtanlage werden sowohl die Rutschstange als zentraler Bestandteil, als auch sämtliche Sicherheitseinrichtungen (beispielsweise Türen, Aufprallmatte) zusammengefasst.

## Geschichte
Vor der Rutschstange waren schon vereinzelt Rutschen im Einsatz, sonst Wendeltreppen. Erfunden wurde die Rutschstange von David B. Kenyon (1836–1884), der Hauptmann der 21. Wache in Chicago war. Seine Einheit war damals die erste komplett schwarze. Am 21. April 1878 wurde in seiner Wache die erste Rutschstange vom Aufenthaltsraum im 1. Stock in die darunterliegende Wagenhalle installiert. Sie war aus Holz, poliert, geölt und hatte einen Durchmesser von drei Zoll (= etwa 7,6 cm). Dafür wurde einfach ein Loch in den Boden geschnitten. Die Idee lieferte ihm George Reid, einer seiner Feuerwehrmänner, der einmal an einer Heustange vom Heuboden über dem Aufenthaltsraum hinunterrutschte. Kenyon erfand auch das automatische Feuerwehrtor. Beides zusammen führte dazu, dass seine Männer immer als erste am Einsatzort waren, was den anfänglich vorhandenen Spott verstummen ließ. Im Jahr 1880 erfolgte die Installation der ersten Rutschstangen aus Messing in der Feuerwache 1 in Worcester (Massachusetts) durch Charles Allen und in Boston. In der Folge erhielten alle Wachen in Chicago Rutschstangen. Kenyon starb am 25. Oktober 1884 nach einem Verkehrsunfall im Einsatz am 3. Oktober.
In den USA und anderen Ländern wurden die Rutschstangen jedoch inzwischen wegen der Unfallgefahr abgeschafft bzw. bei Neubauten nicht mehr gebaut, was durch die Planung von nur eingeschossigen Stationen erreicht wird.
In Wien erhielt die Hauptfeuerwache Mariahilf vermutlich beim Bau im Jahr 1914 eine Rutschstange. Heute ist in Wien keine Stange mehr in Betrieb, die einzige befindet sich heute im Feuerwehrmuseum Am Hof.

## Aussehen
Im Regelfall handelt es sich um eine Stange aus rostfreiem Stahl oder Messing mit ca. 80 mm Durchmesser und glatter Oberfläche. Meist erstreckt sich eine Rutschstange über ein einzelnes Stockwerk, in manchen Feuerwachen überbrücken Rutschstangen mehrere Stockwerke. Aus Sicherheitsgründen werden auch mehrere Stangen über nur je ein Stockwerk angeordnet. Dadurch muss zwar in jedem Stockwerk eine neue Stange genommen werden, es ist aber immer nur eine Person auf der Stange, was die Gefahr einer Kollision ausschließt. Es können auch mehrere Rutschstangen nebeneinander angeordnet sein, um einen höheren Durchsatz zu erreichen. Rutschstangen sind in einem Rutschschacht verbaut, der Zugang ist durch Flügeltüren gegen Absturz gesichert. Da diese Türen nach der Benutzung der Rutschstange offen bleiben, gilt die Regel, dass jeder Vorbeikommende ggf. noch offene Türen wieder schließt. Die Schächte sind meist beleuchtet. Um den Fuß der Rutschstange ist eine weiche Aufprallfläche angebracht, um sicher am Boden aufzutreffen.

## Benutzung
Die Stange wird mit beiden Händen und Füßen umschlossen. Die Feuerwehr-Unfallkasse Nordrhein-Westfalen empfiehlt: „Tückisch ist es, sich an der Stange mit den Händen festzuhalten. Durch die schnelle Reibung beim Rutschen kann es zu Verbrennungen kommen. Besser ist es, sich mit dem Unterarm an die Stange zu hängen, wo Jacke oder Hemd die Haut entsprechend schützen können.“ Die Geschwindigkeit wird je nach Schluss der Gliedmaßen gesteuert, Handschuhe sind dabei nicht erforderlich. Eine Einweisung für das Rutschen an der Stange ist zwingend erforderlich, um eine Gefährdung des Vordermannes zu vermeiden.

## Verwendung
Rutschstangen werden hauptsächlich bei Feuerwehren, aber teilweise auch in mehrgeschossigen Industrieanlagen eingebaut, um dem Bedienungspersonal im Alarmfall ein schnelles Verlassen der Anlage zu ermöglichen.
Kleinere Rutschstangen können auch Teil einer Spielplatzanlage sein bzw. als Sportgerät genutzt werden (Stangenklettern).